# Kreiz Breizh Elites Dames 2022
La 4e édition du Kreiz Breizh Elites Dames a eu lieu le 25 août 2022. La course fait partie du calendrier international féminin UCI 2022 en catégorie 1.1. Elle est remportée par la Danoise Emma Norsgaard Bjerg.

## Équipes
| UCI Women's WorldTeams (5)- Canyon-SRAM Racing - EF Education-TIBCO-SVB - FDJ-Suez - Human Powered Health - Movistar Team Équipes féminines continentales (15)- Arkéa Pro Cycling Team - Awol O'Shea - Ceratizit-WNT Pro Cycling - Coop-Hitec Products - Cofidis - Emotional.fr - Tornatech - GSC - Blagnac - Instafund Racing - Le col-Wahoo - Parkhotel Valkenburg - Rupelcleaning - St Michel-Auber 93 - Stade Rochelais Charente-Maritime - Sopela - Torelli-Cayman Islands-Scimitar - Valcar-Travel & Service Équipe nationale- États-Unis Équipe féminines amateur (4)- Elles-Groupama-Pays de la Loire - Macadam’s Cowboys & Girls - Team Féminin Auvergne-Rhône-Alpes - WV Schijndel |
| |

## Récit de course
Emma Norsgaard s'impose au sprint.

## Classements

### Classement final
| \| Classement général \| Classement général \| Classement général \| Classement général \| Classement général \| \| Coureuse \| Coureuse \| Pays \| Équipe \| Temps \| \| ------------------ \| ------------------------- \| ------------------ \| ------------------------- \| ------------------ \| \| 1re \| Emma Norsgaard \| Danemark \| Movistar Team \| 3 h 37 min 52 s \| \| 2e \| Silvia Persico \| Italie \| Valcar-Travel & Service \| + 0 s \| \| 3e \| Marie Le Net \| France \| FDJ-Suez-Futuroscope \| + 0 s \| \| 4e \| Gladys Verhulst \| France \| Le Col-Wahoo \| + 0 s \| \| 5e \| Maria Giulia Confalonieri \| Italie \| Ceratizit-WNT Pro Cycling \| + 0 s \| \| 6e \| Simone Boilard \| Canada \| St Michel-Auber 93 \| + 0 s \| \| 7e \| Sheyla Gutiérrez \| Espagne \| Movistar Team \| + 0 s \| \| 8e \| Elise Chabbey \| Suisse \| Canyon-SRAM Racing \| + 0 s \| \| 9e \| Jelena Erić \| Serbie \| Movistar Team \| + 0 s \| \| 10e \| Nina Buysman \| Pays-Bas \| Human Powered Health \| + 0 s \| |                           |          |                           |                 |
| |                           |          |                           |                 |
| Source : ProCyclingStats |                           |          |                           |                 |
| Classement général |                           |          |                           |                 |
| Coureuse | Coureuse                  | Pays     | Équipe                    | Temps           |
| 1re | Emma Norsgaard            | Danemark | Movistar Team             | 3 h 37 min 52 s |
| 2e | Silvia Persico            | Italie   | Valcar-Travel & Service   | + 0 s           |
| 3e | Marie Le Net              | France   | FDJ-Suez-Futuroscope      | + 0 s           |
| 4e | Gladys Verhulst           | France   | Le Col-Wahoo              | + 0 s           |
| 5e | Maria Giulia Confalonieri | Italie   | Ceratizit-WNT Pro Cycling | + 0 s           |
| 6e | Simone Boilard            | Canada   | St Michel-Auber 93        | + 0 s           |
| 7e | Sheyla Gutiérrez          | Espagne  | Movistar Team             | + 0 s           |
| 8e | Elise Chabbey             | Suisse   | Canyon-SRAM Racing        | + 0 s           |
| 9e | Jelena Erić               | Serbie   | Movistar Team             | + 0 s           |
| 10e | Nina Buysman              | Pays-Bas | Human Powered Health      | + 0 s           |

### Points UCI
| Position           | 1er | 2e | 3e | 4e | 5e | 6e | 7e | 8e | 9e | 10e | 11e | 12e | 13e à 15e | 16e à 25e |
| Classement général | 125 | 85 | 70 | 60 | 50 | 40 | 35 | 30 | 25 | 20  | 15  | 10  | 5         | 3         |